# Кралица на сърцата
Кралица на сърцата (на испански: Reina de Corazones) е американска испаноезична теленовела, продуцирана от Хема Ломбарди, Кармен Сесилия Урбанеха и Джошуа Минц за Телемундо през 2015 – 2016 г. Адаптация е на теленовелата Любов или измама от 2003 г., която е римейк на чилийската теленовела Amores de mercado от 2001 г., създадена от Фернандо Арагон и Арналдо Мадрид.
В главните роли са Еухенио Силер, Дана Паола и Кимбърли дос Рамос, а в отрицателните – Джонатан Ислас, Гилермо Кинтания и Сандра Дестенаве.